# ウェズ・マシューズ
ウェズ・マシューズ（Wesley Joel Matthews, Sr.、1959年8月24日-）は、アメリカ合衆国フロリダ州サラソータ出身のバスケットボール選手。NBA6チーム、CBA5チーム、USBL４チーム、イタリアのセリエA、フィリピンリーグ、ブラジルリーグで18シーズンの永きに亘ってプレーしたジャーニーマン。NBAでは主にバックアップのポイントガードであった。
ポートランド・トレイルブレイザーズのウェズリー・マシューズは息子。

## NBAキャリア
1987年、1988年のロサンゼルス・レイカーズ連覇のメンバーの一人である。